# ورنان (تگزاس)
ورنان، تگزاس(به انگلیسی: Vernon, Texas) شهری در ایالت تگزاس از ایالات جنوبی ایالات متحده آمریکا است. در سرشماری سال ۲۰۰۰، جمعیت این شهر ۱۱۶۶۰ نفر اعلام شد.